# Nacionalna velika loža Rumunjske
Nacionalna velika loža Rumunjske (rum. Marea Lojă Naţională din România) je regularna slobodnozidarska velika loža u Rumunjskoj. Osnovana je 1993. godine uz pomoć Velikog orijenta Italije.

## Povijest
Zbog radikalizacije antimasonskog pokreta kako u Europi tako i u Kraljevini Rumunjskoj rad Nacionalne velike lože Rumunjske (osnovana 1880.) zabranjen je 1937. godine. Nakon završetka Drugog svjetskog rata 1945. godine, lože su ponovo počele djelovati u zemlji, pa je rad ove velike lože službeno obnovljen iste godine. Međutim, pokazalo se da je masonerija i dalje opasnost za vlast u komunističkoj Rumunjskoj, pa je velika loža opstala do 1953. godine kada je službeno zabranjena na montiranom sudskom procesu.
Nakon demokratskih promjena, koje su uslijedile nakon Rumunjske revolucije i padom komunizma 1989. godine, stvoreni su uvjeti za obnovu slobodnog zidarstva u Rumunjskoj. Prve rumunjske lože osnovane su pod pokroviteljstvom Velikog orijenta Italije. Tako su 30. travnja 1991. godine osnovane dvije lože, Loža "George Washington" u Bukureštu i Loža "Concordia" u Aradu. Nakon toga u Bukureštu se prvo u travnju 1992. godine osniva Loža "Delta Dunava", a nešto kasnije i Loža "Nicolae Bălcescu" koju je osnovalo 12 članova iz radoblja 1944. do 1948. godine. Ove četiri masonske lože su pod pokroviteljstvom Velikog orijenta Italije su 24. siječnja 1993. godine u Bukureštu osnovale Nacionalnu veliku ložu Rumunjske a za prvog velikog majstora izabran je Nicolae Filip.
Trinaest loža s područja Transilvanije se izdvojilo u ožujku 1996. godine i formiralo Veliku ujedinjenu nacionalnu ložu Rumunjske. Pet godina kasnije, 2001., dio članova se vratio. Godine 2002. dio članova Nacionalne velike lože Rumunjske se izdvojio i formirao Veliku nacionalnu ložu Rumunjske.
Od ožujka 1998. do studenog 2003. veliki majstor, četvrti po redu, bio je Gheorghe Comănescu. Tijekom njegova mandata, ovu veliku ložu je priznalo više od 70 regularnih velikih loža. Nacionalnu veliku ložu Rumunjske su tijekom 2008. godine priznale "matične velike lože", Ujedinjena velika loža Engleske, Velika loža Irske i Velika loža Škotske, tri osnovne velike lože regularnog ustroja.
U listopadu 2020. godine izdvaja se dio članova i formira novu veliku ložu, Veliku nacionalnu ložu iz Rumunjske.

## Ustroj
Sjedište Nacionalne velike lože Rumunjske je u Bukureštu. Upisana je i kao udruga u rumunjski registar.

### Lože
Među masonskim ložama koje rade pod zaštitom Nacionalne velike lože Rumunjske su i:
- Loža "Concordia" (Loja "Concordia") br. 1, Arad – osnovnana je pod zaštitom Velikog orijenta Italije.
- Loža "Delta Dunava" (Loja "Delta Dunării") br. 2, Bukurešt – nosi naziv po delti Dunava; osnovnana je pod zaštitom Velikog orijenta Italije.
- Loža "Nicolae Bălcescu" (Loja "Nicolae Bălcescu") br. 3, Bukurešt – nosi naziv po revolucionaru i povjesničaru Nicoli Bălcescuom; osnovnana je pod zaštitom Velikog orijenta Italije.
- Loža "George Washington" (Loja "George Washington") br. 4, Bukurešt – nosi naziv po američkom predsjedniku i masonu Georgeu Washingtonu; osnovnana je pod zaštitom Velikog orijenta Italije.
- Loža "Ujedinjena Europa" (Loja "Europa Unita") br. 27, Bukurešt – nosi naziv po kontinentu Europa i, uz Ložu "Velika Europa", dio je lanca istoimenih masonskih loža koje rade pod okriljem regularnih velikih loža u Europi.[9]
- Loža "Velika Europa" (Loja "Europa Magna") br. 356, Bukurešt – nosi naziv po kontinentu Europa i, uz Ložu "Ujedinjena Europa", dio je lanca istoimenih masonskih loža koje rade pod okriljem regularnih velikih loža u Europi.[9]

### Uprava
Nacionalnom velikom lože Rumunjske upravlja veliki majstor (rumu. Marele Maestru) koji se bira na trogodišnje razdoblje. Dosadašnji veliki majstori su:
1. Nicolae Filip (1993. – 1995.)
2. Adrian Dohotaru (1995.)
3. Sever Frențiu (1995. – 1997.)
4. Gheorghe Comănescu (1998. – 2003.)
5. Eugen Ovidiu Chirovici (2003. – 2010.)
6. Radu Ninel Bălănescu (2010. – 2023.)
7. Cătălin Viorel Tohăneanu (od 2023.)

### Međunarodna suradnja
Nacionalna velika loža Rumunjske sudjeluje u radu Svjetske konferencije regularnih masonskih velikih loža. Također, potpisala je povelje o prijateljstvu i međusobnom priznavanju s 200 regularnih velikih loža.

### Obredi
Nacionalna velika loža Rumunjske upravlja simboličkim stupnjevima plave lože (učenik, pomoćnik i majstor) i delegira upravljanje visokim stupnjevima na dodatna tijela i redove.

## Pridružena tijela i redovi
Upravljanje visokim masonskim stupnjevima Nacionalna velika loža Rumunjske provodi kroz pridružena tijela i redove od kojih svaki predstavlja jedan obred a na temelju potpisanih konkordata.
- Vrhovno vijeće 33. i posljednjeg stupnja Drevnog i prihvaćenog škotskog obreda Rumunjske (Supremul Consiliu de Grad 33 și Ultim al Ritului Scoțian Antic și Acceptat din România) – nadležno za rad Drevnog i prihvaćenog škotskog obreda.[13]
- Yorčki red djeluje kroz tri primarna tijela:
  - Vrhovni veliki kapitel slobodnih zidara kraljevskog luka Rumunjske (Supremul Mare Capitul al Masonilor Arcului Regal din Romania) – nadležan za rad Kraljevskog luka,[14]
  - Vrhovni veliki koncil slobodnih zidara kripte Rumunjske (Supremul Mare Consiliu al Masonilor Criptici din Romania) – nadležan za rad Kripte,[15]
  - Veliko zapovjedništvo "Kralj Ferdinand I." vitezova templara Rumunjske (Marea Comanderie “Regele Ferdinand I” a Cavalerilor Templieri din Romania) – nadležan za rad Vitezova templara.[16]
- Veliko vijeće "Europa" za Savezne masonske stupnjeve (Marele consiliu “Europa” al Gradelor Masonice Aliate) – nadležno za rad Saveznih masonskih stupnjeva.[17]
- Rozenkrojcersko društvo Rumunjske (Societatea Rozicruciană din România; lat. Societas Rosicruciana in Romania) – nadležno za rad Rozenkrojcerskog društva.[18]
- Suvereno utočište Drevnog i primitivnog obreda Memfisa-Mizraima Rumunjske – nadležno za rad reda Memfisa-Mizraima.[19][20]
- Drevni arapski red plemića mističnog Hrama Shrine Rumunjske – nadležan za rad Šrajnera.[21]
- Pridružena tijela i redovi koji imaju svoje jedinice u Rumunjskoj:
  -  Veliki kolegij Amerike za Svećenike vitezove templare Svetog kraljevskog luka (Marelui Colegiu ale Americii al Cavalerilor Templieri Preoți ai Arcului Regal Sfânt; engl. Grand College of America for Holy Royal Arch Knight Templar Priests) – nadležan za rad Svećenika vitezova templara Svetog kraljevskog luka.[22][23]
  -  Generalni konvent Vitezova yorčkog kiža časti Amerike (Conventul General Cavalerilor Crucii de Onoare a Ritului York din Statele Unite ale Americii; engl. Convent General of Knights of the York Cross of Honour of America) – nadležan za rad Vitezova yorčkog kiža časti.[24][25]
  -  Pokrajinska velika loža majstora masona znaka u Rumunjskoj (Marea Lojă Districtuală a Maeștrilor Masoni ai Mărcii din România)[26] – nadležan za rad Majstora znaka i Mornara kraljevske arke.
  -  Velika imperijalna konklava Slobodnozidarskog i vojnog reda crvenog križa cara Konstatina i redova svetog Groba i svetog Ivana Evanđelista Engleske i Walesa i njegovih divizija i prekomorskih konkalava – nadležan za rad Crvenog križa cara Konstatina.
  -  Neovisni veliki priorat Helvetije, Prefektura Ženeve – nadležan za rad Ispravljenog škotskog obreda.[27]
  -  Šrajnerski centar "Emirat" Međunarodnog reda Šrajnera (engl. Emirat Shriners Chapter of Shriners International) – nadležan za rad Šrajnera.[28]
  -  Veliki sud masonskog reda Ethelstana u Engleskoj i Walesu te prekomorskim pokrajinama – nadležno za rad Reda Ethelstana.

### Škotski red
Vrhovno vijeće Rumunjske je član Europske konfederacije vrhovnih vijeća (engl. European Confederation of Supreme Councils).

### Yorčki red
Vrhovni veliki kapitel slobodnih zidara kraljevskog luka Rumunjske je osnovan 1999. godine. Član je Međunarodnog Generalnog velikog kapitela slobodnih zidara kraljevskog luka. Također, imaju uspostavljen i Red prvosvećenstva (Ordinul Sfânta Preoțime).
Vrhovni veliki koncil slobodnih zidara kripte Rumunjske je član Međunarodnog Glavnog velikog koncila slobodnih zidara kripte. Također, imaju uspostavljen i Red srebrne mistrije (Ordinul Mistria de Argint).

## Vanjske poveznice
- Službena stranica
- Službena stranica Yorčkog reda